# Шабашка
Шаба́шка, шаба́шничество, или калы́м — сложившийся в позднем СССР и постсоветском пространстве вид сезонного (временного) промысла. В более широком смысле — любой временный, случайный, неофициальный заработок или работа.
Слово происходит от еврейского "шаббат" — суббота. Иудеи по субботам не работают, а для выполнения всяких неотложных работ нанимают в этот день неиудеев.
Шабашка — это строительное сезонное ремесло, трансформированное в условиях административно-командной экономической системы и в условиях крайне ограниченной свободы предпринимательства. Причиной существования шабашек являлось то, что колхозы, совхозы и некоторые другие подобные им хозяйствующие субъекты имели несколько большие, по сравнению с более крупными государственными организациями, возможности расходования наличных средств для собственных нужд.
Не имея особенных возможностей заказать необходимый объём работ у специально созданных для этого государственных структур («Межколхозстрой»), они имели право заключать хозяйственные договоры на строительство некоторых объектов (коровников, зернохранилищ, школ и т. д.) с так называемыми временными трудовыми коллективами. Расчёт производился колхозом или совхозом на месте, после окончания работ и часто суммой, значительно, большей (сдельная оплата). Шабашник мог за один-два месяца заработать в два-три раза больше, чем на своей основной работе. Это было основным стимулом, привлекавшим трудовые ресурсы в этот промысел.
Участники таких бригад получили название «шабашники», «шабаюги», а этот метод строительства стал называться шабашка или шабашничество.
Работали эти бригады обыкновенно летом, в сезон отпусков, когда их участники были свободны на основном месте своей работы. За это короткое время они успевали, практически без исключения из этого правила, взять подряд и выполнить весь объём необходимых работ «под ключ», получив за этот месяц сумму, составляющую несколько месячных зарплат на основной работе.
Необычность этой ситуации заключалась в том, что бригады шабашников зачастую были укомплектованы людьми, чья основная специальность была вовсе не строительная. Нередки были ситуации, когда на рабочих специальностях в бригаде шабашников работали научные сотрудники с учёными степенями.
Само это явление не было секретом, но властями широко не упоминалось. Оно двояко не вписывалось в официальную точку зрения на экономическую и политическую ситуацию в стране. С одной стороны, специализированные строительные предприятия не шли ни в какое сравнение с бригадами шабашников ни по скорости, ни по качеству работ. С другой стороны, государству неловко было признавать, что учёные в свой отпуск вынуждены были не просто искать дополнительный заработок, но были востребованы на такой малоквалифицированной работе.
В обыденной жизни шабашник, шабашить, зашабашить, зашибить (деньгу),  было объектом насмешек и иронии, а для юмористов-профессионалов служило источником тем для их произведений.

## В произведениях искусства
- х/ф «Встретимся у фонтана» (1976)
- х/ф «И снова Анискин» (1977)
- х/ф «Кот в мешке» (1978)
- х/ф «Любовь и голуби» (1984)